# Sambor Prei Kuk

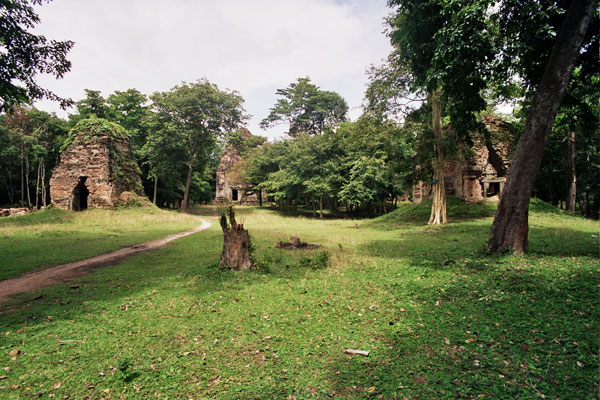
El Grup del Sud de Sambor Prei Kuk

Sambor Prei Kuk és un complex arqueològic format per les restes de la ciutat d'Isanapura, la capital del regne de Chenla, precedent immediat de l'Imperi Khmer (pre angkorià). És a uns 35 km al nord de la ciutat de Kompong Thom, al centre de l'actual Cambodja. El juliol de 2017 fou reconegut com a Patrimoni de la Humanitat per la UNESCO.

## Història

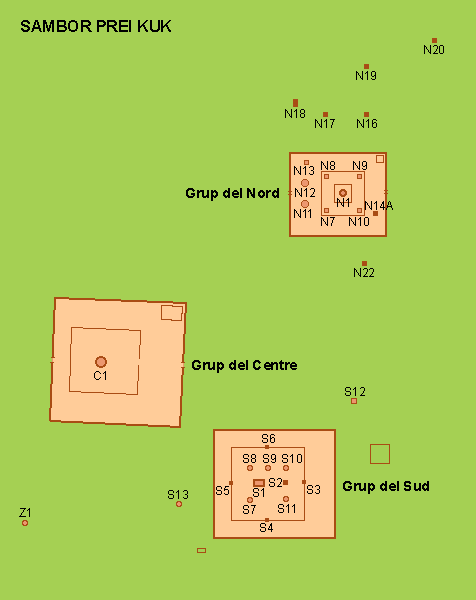
Pla del complex arqueològic de Sambor Prei Kuk

Aquesta ciutat es va desenvolupar durant el regnat d'Isanavarman I (616-635). En aquesta època es van aixecar diverses construccions, clars precedents de l'arquitectura khmer, que es manifestaria en tota la seva esplendor més endavant, a Angkor.
La ciutat de Bhavapura (que portava aquest nom a causa del rei Bhavavarman I) és un precedent seu. S'hauria de situar en el mateix indret, tot i que també hi ha qui la fa a l'actual Kompong Thom. La denominació d'Isanapura, com en el cas anterior, està relacionada amb Isanavarman I, el seu impulsor.
Després del regnat d'Isanavarman I, el lloc cau en decadència i és abandonat. El regne de Chenla es va dividir en diversos estats enfrontats. En el 802 Jayavarman II (802-850) els va unificar, consagrant-se com a únic sobirà i traslladant la cort a Angkor. Durant l'imperi angkorià el lloc es va mantenir actiu, però en el segle xv va caure en l'abandó restant oblidat i envaït pels boscos.

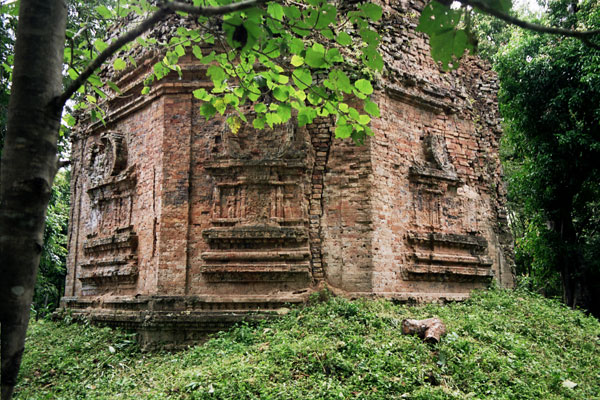
El santuari S11

Es va descobrir a final del segle xix, els temples i edificis havien perdut el seu nom i fins i tot eren desconeguts pels habitants de la zona. Pels anys 1930 encara continuava abandonat, sense accessos.
El lloc va quedar força malmès pels Khmers Rojos en la dècada dels 1970, i l'afectaren molt greument els bombardeigs dels americans. Més endavant el conjunt va patir els efectes de l'abandó i va ser víctima del pillatge, amb excavacions clandestines que van fer desaparèixer molts elements decoratius. A finals del segle xx, el recinte arqueològic fou condicionat i inventariat.

## Restes arqueològiques

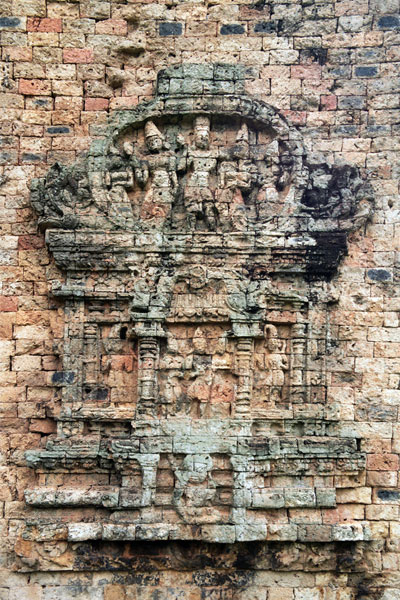
El ‘’palau volant’’ del santuari N16

Tot i que les construccions es distribueixen des de finals del segle vi, fins al segle ix, la majoria d'edificis que encara es poden veure són de l'època d'Isanavarman I, és a dir de la primera meitat del segle VII.
El seu estat de conservació és divers, des de construccions pràcticament desaparegudes, fins a d'altres que es conserven estructuralment en un relatiu bon estat, donada la seva antiguitat i els avatars que han acompanyat la seva història. Altres estan completament envoltats per les arrels i soques dels arbres, que han anat creixent al damunt.
Pràcticament la totalitat d'edificis són de maó, amb elements esculpits en pedra (falses portes, columnes, llindes, etc.). Antigament eren recoberts d'estuc, que ara s'ha perdut. Uns elements característics són els "palaus volants", uns relleus que representen la residència celestial dels déus i que confereixen un caràcter sagrat a l'edifici.
Hom divideix el conjunt monumental en tres sectors principals (el Nord, Centre i Sud), a més d'altres elements dispersos.

### El Grup del Nord

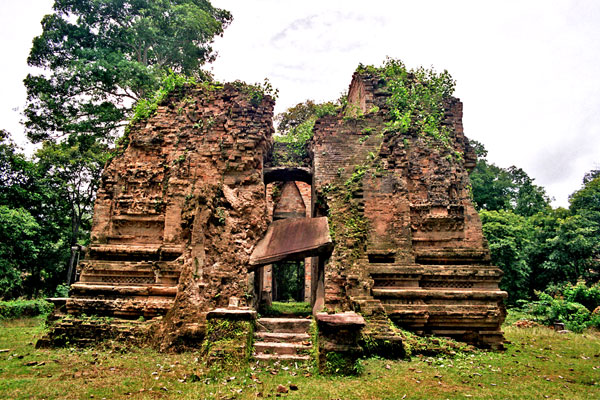
El santuari N1 centra el Grup del Nord

El Grup del Nord ("N"), o Prasat Sambor, consta d'un santuari central envoltat d'altres construccions, envoltades d'una muralla doble. El santuari central (N1) és de planta quadrada, amb quatre portes orientades als punts cardinals. Els portals tenien una decoració exuberant, però estan en mal estat de conservació.
Hi ha altres construccions interessants, com el N7, octogonal, amb "palaus volants" als murs exteriors. També són interessants els N8, N9, N10, N11 i N16 encara que la seva conservació no sigui la desitjable.
Un element diferenciat de la resta és l'Ashram Moha Rusi (N17), potser el més antic, del segle vi. Es tracta d'una construcció (un mandapa) de pedra, amb decoració mont acurada de personatges i motius florals.
El N18 està totalment envoltat per les arrels de la vegetació.

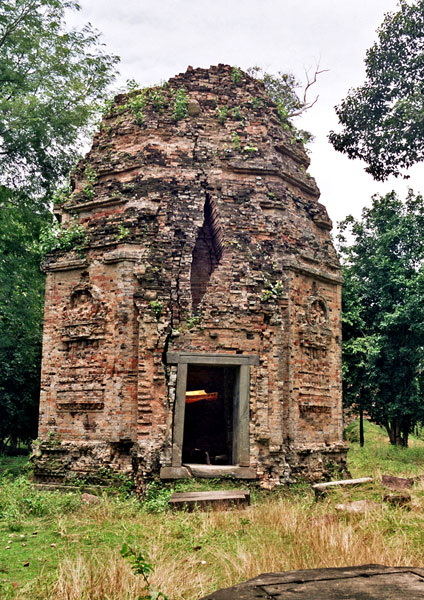
Santuari N7
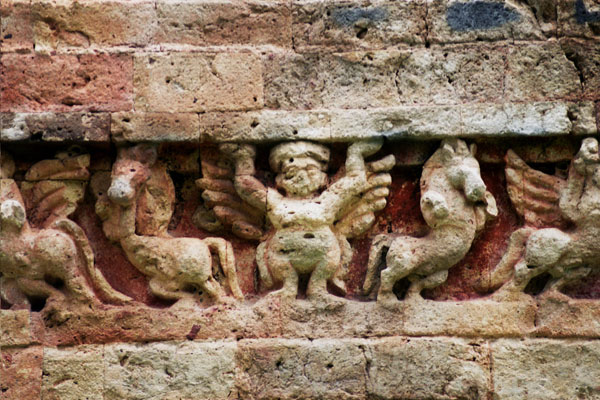
Decoració del N7
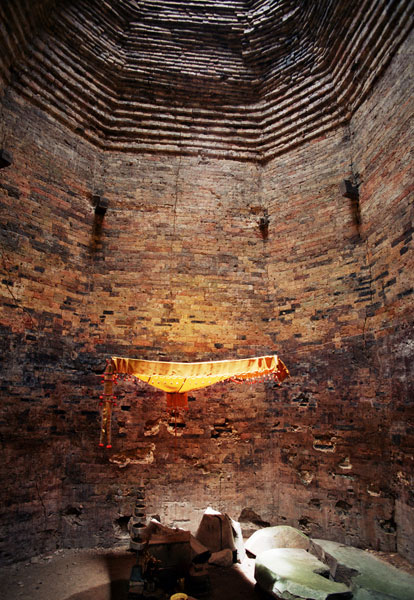
Interior del N7
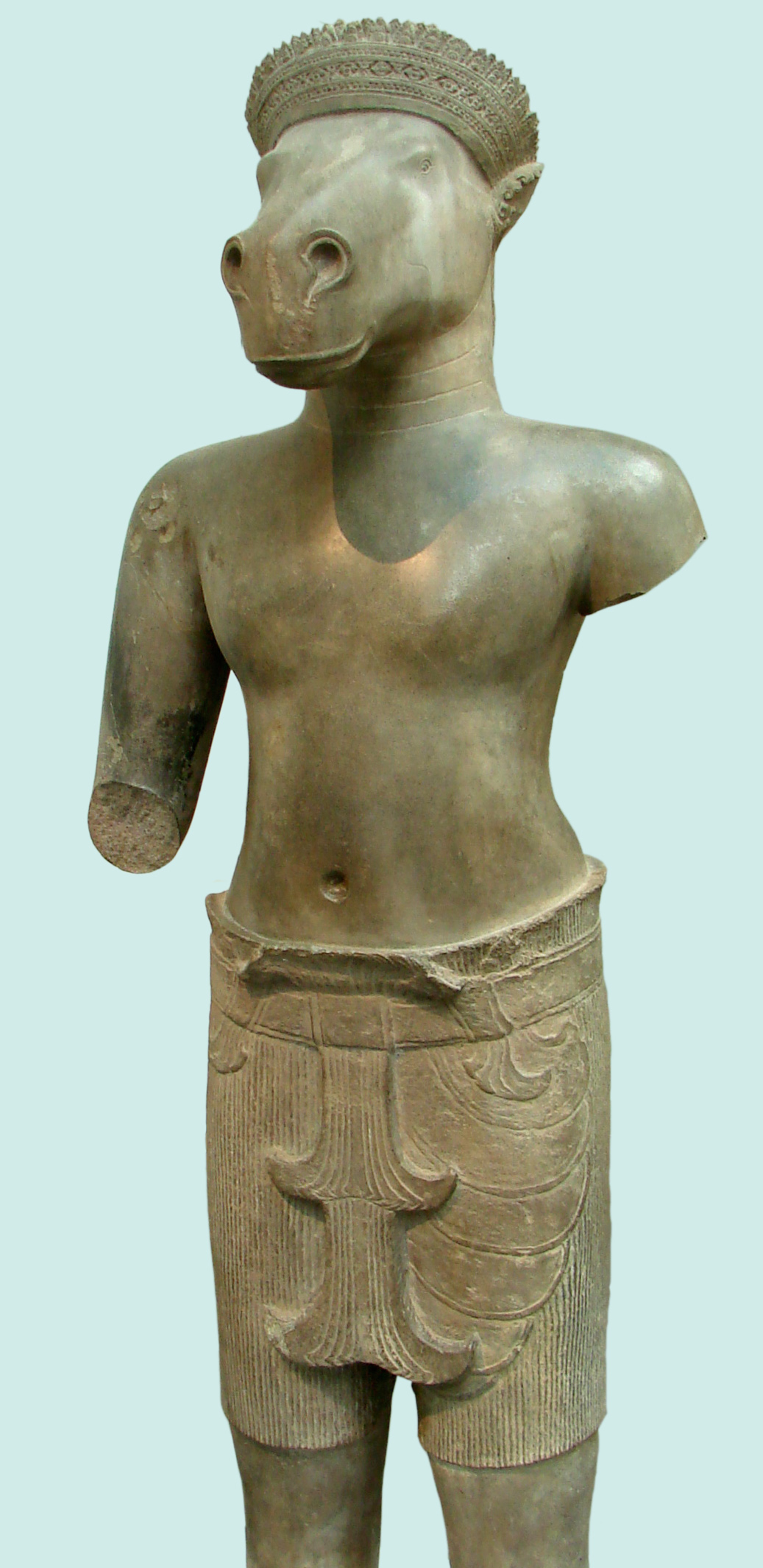
Imatge de Vajimukha, procedent del N7, al Museu Guimet, de Paris
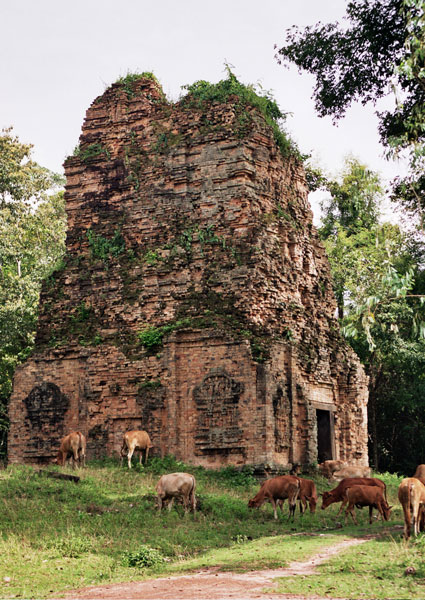
Santuari N16
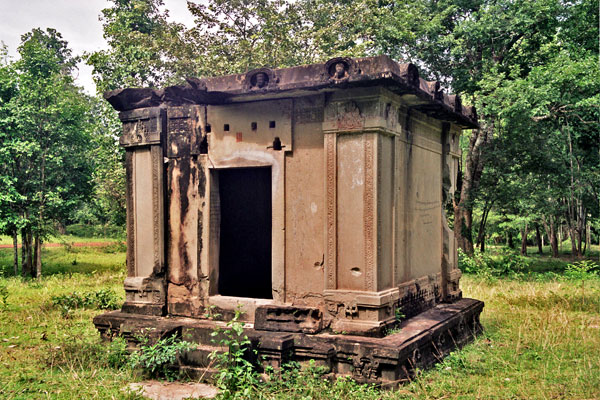
El santuari N17
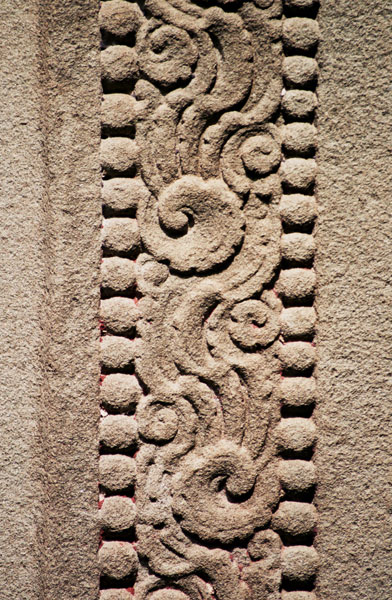
Decoració del N17
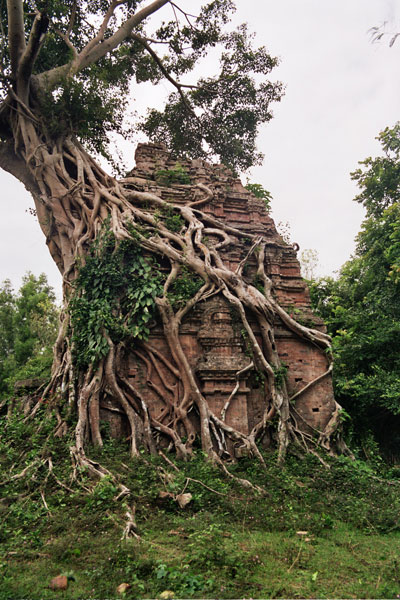
Santuari N18 sota les arrels

### Grup central

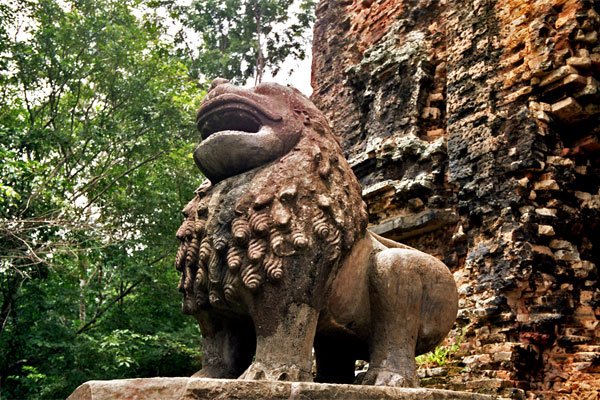
Lleó a l'entrada del santuari C1

El Grup Central ("C"), o Prasat Tor també està envoltat per una doble muralla centrada per un gran santuari central (C1), de dimensions més grans en relació amb els altres. De planta rectangular, amb la porta a llevant i tres falses portes. Amb elements de pedra esculpits i "palaus volants" als murs exteriors. Té uns lleons de pedra en les escales de l'entrada.
Al seu voltant hi ha diverses construccions, però estan molt malmeses. També té un estany sagrat rectangular, el Srah Srang.

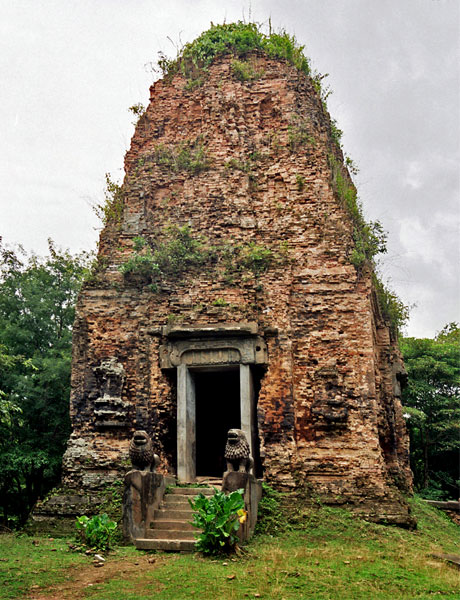
Santuari C1, el principal del Grup del Centre
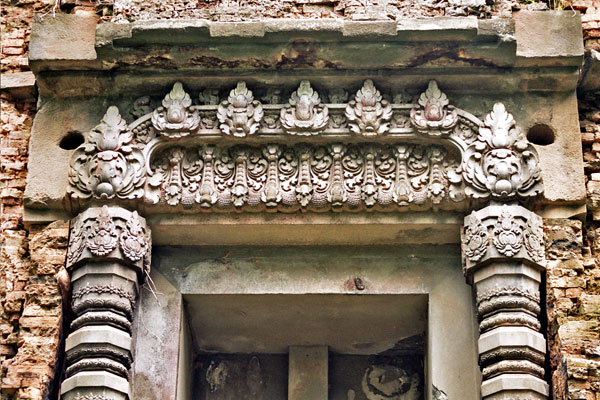
Llinda del C1

### Grup del sud

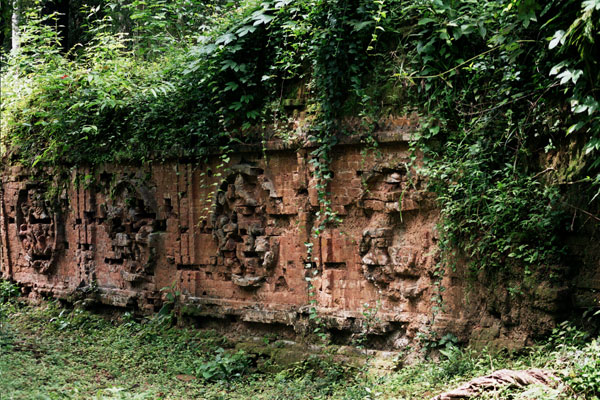
Muralla del Grup del Sud

El Grup del sud ("S"), o Prasat Neak Pean, dedicat a Xiva està envoltat d'una doble muralla, la interior amb quatre portals. La muralla està en molt mal estat, però en algun sector encara es pot veure la seva decoració amb medallons circulars.
Té un santuari principal (S1), de planta rectangular, amb una porta encarada a llevant i altres tres falses portes. Es conserva relativament en bon estat. Els murs exteriors tenen relleus efectuats amb els mateixos maons que representen els característics "palaus volants", similars als que hi ha en altres edificis. També té elements esculpits en pedra, llindes, i alguna columna dels portals que encara ha perdurat.
Davant seu hi ha el santuari S2, amb dues portes, d'orient a occident i amb una important particularitat: el seu interior és ocupat, gairebé enterament, per un mandapa de pedra, amb una fina decoració escultòrica.
Les portes de la muralla, molt deteriorades, són conegudes com a S3, S4, S5 i S6.
Al voltant del santuari principal hi ha altres cinc més petits, de planta octogonal (S7 a S11) amb decoració similar al primer.
A l'exterior del recinte encara hi ha més construccions, però en molt mal estat de conservació.

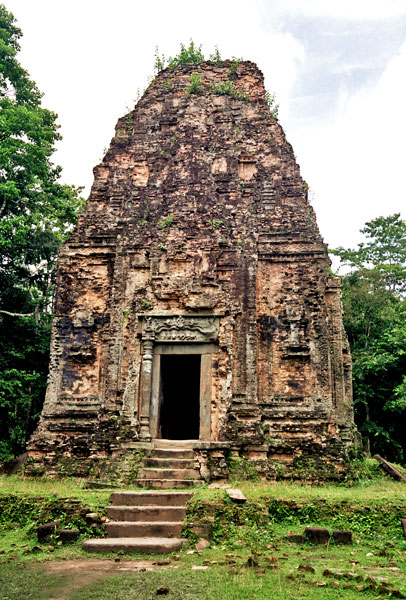
Santuari S1, el principal del Grup del Sud
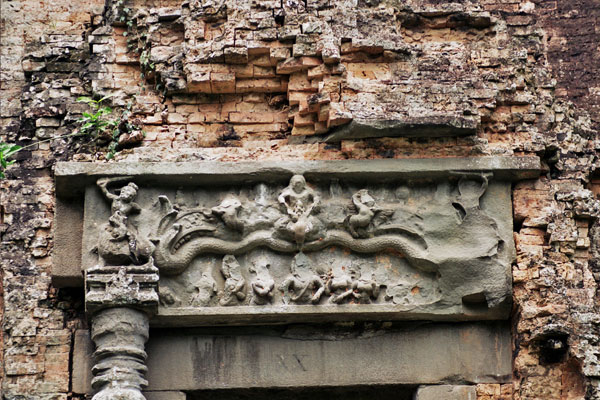
Llinda del S1
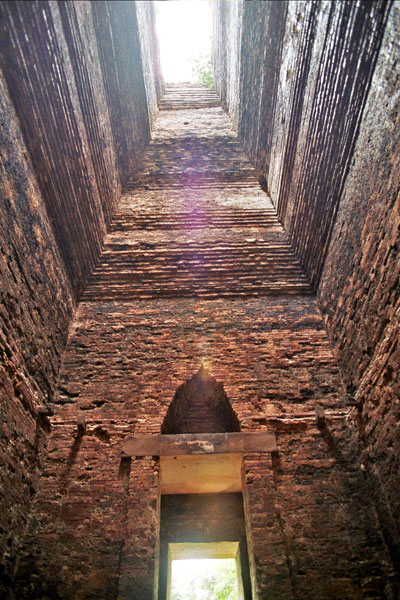
Interior del S1
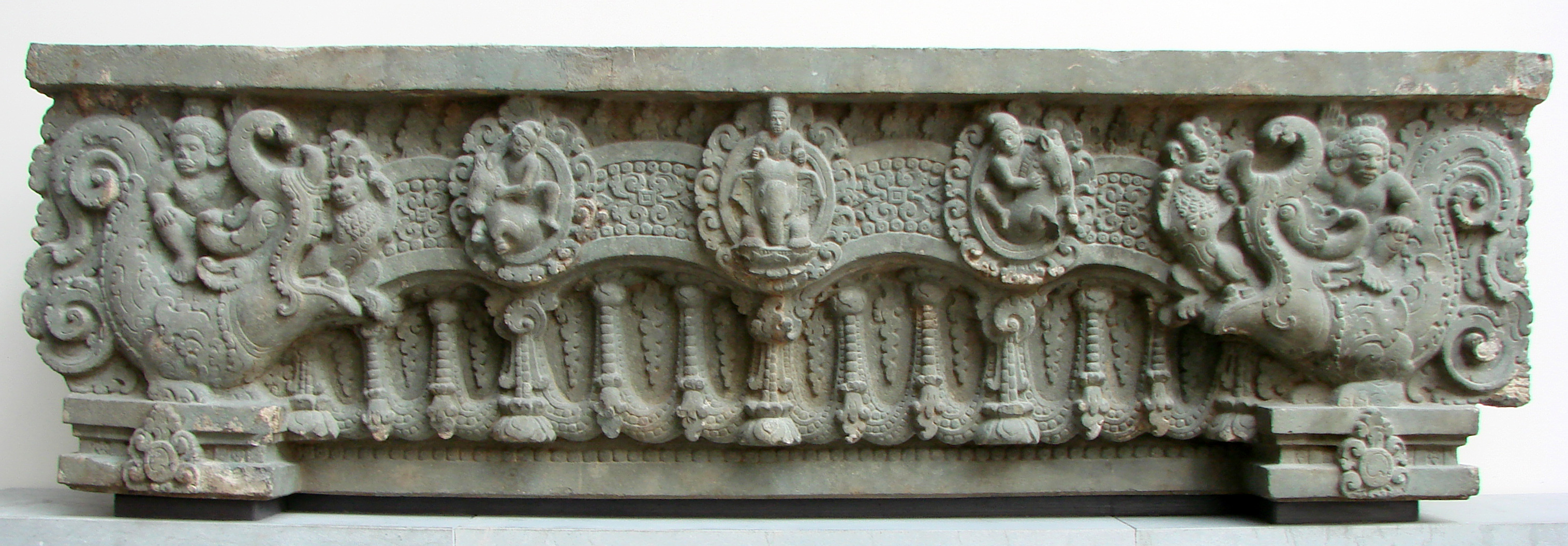
Llinda del S7, ara al Museu Guimet de Paris
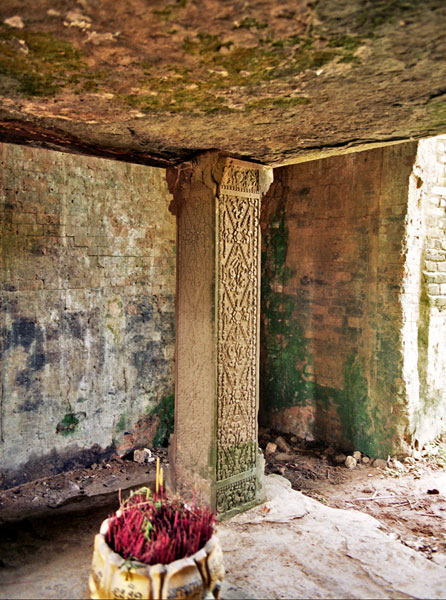
Mandapa del S2